# Lijst van beelden in Renkum
Dit is een (onvolledige) chronologische lijst van beelden in Renkum. Onder een beeld wordt hier verstaan elk driedimensionaal kunstwerk in de openbare ruimte van de Nederlandse gemeente Renkum, waarbij beeld wordt gebruikt als verzamelbegrip voor sculpturen, standbeelden, installaties, gedenktekens en overige beeldhouwwerken.
| Geplaatst  | Omschrijving                                                                                     | Kunstenaar                                                        | Straat                                   | Plaats     | Materiaal          | Afbeelding                                                                            |
| ---------- | ------------------------------------------------------------------------------------------------ | ----------------------------------------------------------------- | ---------------------------------------- | ---------- | ------------------ | ------------------------------------------------------------------------------------- |
| 1895       | Gedenkzuil Kneppelhout-van Braam                                                                 | H. Hutjens                                                        | Hemelseberg                              | Oosterbeek |                    |                                                                                       |
| 1928       | Monument Joan Beuker                                                                             | architect Beckering Vinckers (ontwerp), August Falise (plaquette) | Utrechtseweg / Groeneweg                 | Renkum     | baksteen, brons    |                                                                                       |
| 1931       | Heilig Hartbeeld                                                                                 | August Falise                                                     | Utrechtseweg                             | Oosterbeek | brons              |                                                                                       |
| 1946       | De Naald (Airborne-monument)                                                                     | Jac Maris, H.W. Wesselink                                         | Utrechtseweg                             | Oosterbeek |                    |                                                                                       |
| 1954       | Oorlogsmonument                                                                                  | Frederik Hoevenagel                                               | Generaal Urquhartlaan                    | Oosterbeek | brons              |                                                                                       |
| 1962       | Bijenmonument                                                                                    | Josje Esselman                                                    | Europaplein/Kerkstraat                   | Renkum     |                    |                                                                                       |
| 1972       | Compositie 72                                                                                    | Marius van Beek                                                   | Van der Molenallee                       | Doorwerth  | beton              |                                                                                       |
| 1975       | Stoeteboom                                                                                       | Marius van Beek                                                   | Van Spaenweg                             | Oosterbeen | gebakken klei      | Marius van Beek: "De Stoeteboom", 1975                                                |
| 1993       | De Muzen                                                                                         | Marius van Beek                                                   | Raadhuisplein                            | Oosterbeek | brons              | Marius van Beek: "De Muzen". Brons.                                                   |
| 1990       | Gedenksteen bij de N.H. kerk                                                                     |                                                                   | Benedendorpseweg                         | Oosterbeek | tufsteen, leisteen |                                                                                       |
| 1991       | Airborne-monument (gedenkbank)                                                                   | D.C. van Stuyvenberg                                              | Parallelweg                              | Wolfheze   | baksteen           |                                                                                       |
| 1994       | De vogel der overwinning                                                                         | Joop Haffmans                                                     | Europalaan                               | Renkum     | brons              |                                                                                       |
| 1997/2000  | De Lispeling                                                                                     | Jan van IJzendoorn                                                | Park Dennenkamp                          | Oosterbeek | brons              | Jan van IJzendoorn: "De Lispeling", 1997/2000. Brons.                                 |
| 1998/ 2023 | The Parachutist. In september 2023 is na diefstal van het originele beeld, een replica geplaatst | Jits Bakker                                                       | Park Hartenstein / Utrechtseweg          | Oosterbeek | brons              | Jits Bakker: "The Parachutist"                                                        |
| 2002       | Vredesengel                                                                                      | Marius van Beek                                                   | Park Bato's Wijk                         | Oosterbeek | brons              | Marius van Beek: "De Vredesengel", 2002. Brons                                        |
| 2003       | Monument ter nagedachtenis oversteek Rijn                                                        |                                                                   | Weiland achter de Oude Kerk, aan de Rijn | Oosterbeek | brons              | Monument ter nagedachtenis oversteek van de Rijn bij aftocht operatie Market Garden   |
| 2005       | Guardian                                                                                         | Jits Bakker                                                       | Park Hartenstein / Utrechtseweg          | Oosterbeek | brons              | Jits Bakker: "The Guardian", 2005                                                     |
| 2006       | RAF-monument                                                                                     |                                                                   | Park Hartenstein / Utrechtseweg          | Oosterbeek | graniet en brons   | Memorial for the RAF and US crewmen who died in operation Market Garden.              |
| 2008       | Samenspel                                                                                        | Fransje Povel-Speleers                                            | Pastoor Bruggemanlaan                    | Oosterbeek | brons              | Fransje Povel - Speleers: "Samenspel", 2008. Brons. Opening Dennenborgh, 6 Juni 2008. |
| 2011       | Soldaat met bloemenmeisje                                                                        | Fransje Povel-Speleers                                            | Hartensteinlaan / Utrechtseweg           | Oosterbeek | brons              |                                                                                       |
|            | Dr Isaäc Brevée                                                                                  | Frederik Hoevenagel                                               | Doctor Brevéestraat / Weverstraat        | Oosterbeek | brons              | Dr Isaäc Brevée -- Oosterbeek                                                         |
|            | Object                                                                                           | Henk Zweerus                                                      | Raadhuisplein                            | Oosterbeek | brons              | Henk Zweerus: No title. Brons.                                                        |
|            | We'll meet again                                                                                 | Jits Bakker                                                       | Park Hartenstein / Utrechtseweg          | Oosterbeek | brons              | Jits Bakker: "We'll meet again"                                                       |
|            | Margriet                                                                                         |                                                                   | Jagerspad / Keerweer / Voorinkstraat     | Oosterbeek | straat klinkers    | Mozaiek 'Margriet' -- Oosterbeek                                                      |
|            | Tribute to the Tree                                                                              |                                                                   | Park Bato's Wijk                         | Oosterbeek |                    | "Tribute to the Tree" -- Oosterbeek                                                   |
|            | Blauwe Reiger                                                                                    |                                                                   | Margrietstraat / Nieuwland               | Oosterbeek |                    | Blauwe reiger aan flatgebouw in Oosterbeek                                            |